# Once Upon a Time/The Singles
Once Upon a Time/The Singles es un álbum recopilatorio de la banda británica de rock Siouxsie And The Banshees, lanzado en 1981. Contiene todos los sencillos de la banda hasta la fecha, de los cuales varios nunca habían aparecido antes en ninguno de los cuatro discos del grupo. La compilación incluye sencillos famosos «Hong Kong Garden» y «Israel» que no se encuentran en sus álbumes de estudio.
En 2002, la revista Q posicionó Once Upon A Time/The Singles en el puesto número siete de su lista de los mejores álbumes de artistas femeninos de todos los tiempos.
En 2020, se lanza una edición limitada de Once Upon a Time/The Singles en vinilo transparente con un póster adicional y una impresión incluida.

## Lista de canciones
1. "Hong Kong Garden" (Sioux/Severin/McKay/Morris)
2. "Mirage" (Sioux/Severin/McKay/Morris)
3. "The Staircase (Mystery)" (Sioux/Severin/McKay/Morris)
4. "Playground Twist" (Sioux/Severin/McKay/Morris)
5. "Love in a Void" (Sioux/Severin/Morris/Fenton)
6. "Happy House" (Sioux/Severin)
7. "Christine" (Sioux/Severin)
8. "Israel" (Siouxsie and the Banshees)
9. "Spellbound" (Siouxsie and the Banshees)
10. "Arabian Knights" (Siouxsie and the Banshees)